# Martina Schröter
Martina Schröter (Weimar, 16 de noviembre de 1960) es una remera alemana que compitió para el SG Dynamo Potsdam/Sportvereinigung (SV) Dynamo. Consiguió ganar la medalla de oro en los Juegos Olímpicos de Los Ángeles 1984 en scull individual y la de bronce en los Juegos Olímpicos de Moscú 1980 en doble scull.

## Biografía
En 1977 ganó la Espartaquiada en doble scull e individual, y al año siguiente venció en el Campeonato Mundial Junior de Remo en scull individual. Participó en dos Juegos Olímpicos, obteniendo una medalla de oro en 1988 en doble scull y una de bronce en 1980 en scull individual, defendiendo la bandera de la República Democrática Alemana. Disputó varios campeonatos del Mundo de Remo, obteniendo la medalla de oro en 1983 y 1985, ambas en la especialidad de doble scull. En 1979 y 1987 ganó la medalla de plata en la categoría de scull individual y en 1982 en doble scull. Su entrenador era Jutta Lau, campeón olímpico en 1976 y 1980.